# بیابان کاتپانا
بیابان کاتپانا (به انگلیسی: Katpana Desert) کٹپانہ صحرا، پاکستان کے جلمگھاٹ میں واقع ایک دلچسپ صحرا ہے۔ اس کا ماحول ریگستانی ہونے کے باوجود مختلفیت رکھتا ہے۔ اس میں زراعت کی کھیتیاں بھی دیکھنے کو ملتی ہیں جو اس کی خصوصیت ہیں۔ اس کے علاوہ، یہاں کے پودے، جانور اور معدنیات کی بدولت بھرپور ہیں۔ اس کی خوشبو بھی مخصوص ہے جو اس کو شناختنے میں مدد دیتی ہے۔ کٹپانہ صحرا ایک متنوع اور دلچسپ سفر کا موقع فراہم کرتا ہے جہاں طبیعت کی خوبصورتی اور مختلف تجربات کا لطف اٹھایا جا سکتا ہے۔